# Тарапунька і Штепсель
Тарапунька і Штепсель — гумористичний дует українських акторів Юхима Березіна (Штепсель) та Юрія Тимошенка (Тарапунька).
На думку провідних українських мовознавців, саме з дуету «Тарапуньки і Штепселя» почалася так-звана медійна політика мовної шизофренії в Україні, оскільки надзвичайна популярність дуету «Тарапуньки і Штепселя» в УРСР у 50-60-х роках й посприяла «заретушованій промоції двомовності».

## Історія
Юрій Тимошенко і Юхим Березін познайомилися на студентському капуснику: обидва артиста вчилися в Київському театральному інституті (познайомилися на вступних іспитах). Майбутній Тарапунька (Тимошенко) виступав з комічною сценкою про постового регулювальника на людному перехресті, а майбутній Штепсель грав роль Лебедя в гумористичній замальовці «Мисливець і лебідь». Тимошенко підійшов до Березіна зі словами: «Якщо ми на сцені будемо удвох, то і сміху в залі для глядачів буде в два рази більше». Це був початок творчого союзу, який проіснував на сцені більше 40 років.
У 1941 році, як раз після закінчення інституту, Тимошенко і Березін, як артисти ансамблю пісні і танцю Південно-Західного фронту гастролювали військовими частинами. З метою підтримати бойовий дух солдатів вони придумали нові образи для своїх виступів — життєрадісних, життєлюбних і оптимістичних кухаря Галкіна і банщика Мочалкіна. Серед номерів також були і сценки, що висміюють нацистів: так, в пісні «Лучче було б не ходити» (на мотив відомої української пісні).
Після війни Тимошенко і Березін придумали нових персонажів: пустуна, талановитого на вигадку Тарапуньку і спокійного, розважливого, правильного Штепселя. Тимошенко обрав ім'я для свого персонажа на честь річки Тарапунька, що тече на Полтавщині. Ім'я Штепселю було обрано через характерні особливості персонажа: все полагодить, всьому знайде пояснення, все розкладе по поличках. Незабаром дует став переможцем Всесоюзного конкурсу артистів естради.
Додатковою особливістю була одеська російська Штепселя і полтавська українська Тарапуньки. Своїм акцентом на регіональних різницях республіки вони насправді об'єднували Україну, не опускаючись до висміювання мовних чи культурних деталей.
Обидва стали народними артистами УРСР, а от народного артиста Союзу їм так і не дали. Одного разу в них зірвалася поїздка на гастролі до Великої Британії, тому що у відповідь на питання чергового чиновника, який контролював виїзд: «Чому це ви досі не в партії?» — Тимошенко раптом вибухнув: «Ви спершу очистіть партію від негідників, а потім ми самі до вас прийдемо!»
Скетчі (їх авторами були Олександр Каневський, брат актора Леоніда Каневського та Роберт Віккерс) Тарапуньки і Штепселя користувалися шаленою популярністю. Вони були справжніми зірками УРСР (і, меншою мірою, всього союзу) протягом десятків років. Почавши з образів міліціонера і монтера, вони показали на сцені багато з того, що хвилювало тодішніх українців — від алкоголіків до бюрократів.
Дует давав по тисячі вистав на рік, тобто в середньому по три вистави на день, але глядачам і цього здавалося мало. На їхні виступи та фільми за їх участю неможливо було купити квиток, на вулицях шанувальники буквально рвали своїх кумирів на частини, складали про них анекдоти і віршики: «До-ре-мі-фа-соль-ля-сі, їхав Штепсель на таксі, Тарапунька причепився і безплатно прокотився».
Дует припинив своє існування в 1986 році, коли 1 грудня в Ужгороді помер Юрій Тимошенко. Після його смерті Березін виступав якийсь час із програмою «Штепсель про Тарапуньку».

## Вклад дуету в русифікацію України
На думку письменниці Оксани Думанської, саме з дуету «Тарапуньки і Штепселя» почалася так-звана політика мовної шизофренії в Україні, оскільки надзвичайна популярність дуету «Тарапуньки і Штепселя» в УРСР у 50—60-х роках й посприяла «заретушованій промоції двомовності». Стратегія протиставлення української vs. російської у УРСР вибудовувалася за опозицією «високе / низьке, престижне / непрестижне, нормативне / ненормативне» й була найпотужніше впроваджена в радянський період у комічному телевізійному дуеті «Штепселя й Тарапуньки», в якому Тарапунька грав роль такого собі суржикомовного дурника-хохла, а Штепсель — «розумного та розважливого російськомовного партнера» з "правільнимі проізношеніямі".
У наш час творчий спадок дуету деякі[які?] експерти оцінюють як початок новітнього, надзвичайно хитрого витка русифікації України; часи Штепселя і Тарапуньки описують як період «коли українське висміювали і зображали на тлі російського як щось кумедне та меншовартісне» та коли Україна була для всього радянського народу «країною, де окремі кумедні диваки зі своєю „мовою“ та нормальні розумні хлопці, які все розтлумачать „на общєпонятном“». Серед сучасних мовознавців термін "тарапунько-штепселівська двомовність телебачення" вживають для означення маніпулятивної, принизливої для української мови «мовної шизофренії».
Існує також альтернативна оцінка діяльності дуету. Критики[хто?] вказують на те, що сам Тимошенко вважав свою гру цілком органічним виявом притаманного йому гумору, міцно закоріненого в народній традиції. І дуже ображався, коли хтось казав йому, що він «валяє хохла». В силу своєї шаленої популярності Штепсель і Тарапунька могли дозволити собі критику режиму і навіть пряму конфронтацію з лінією партії. На думку деяких дослідників, Штепсель і Тарапунька одночасно працювали як на русифікацію України, так і на повзучу українізацію СРСР.

## Фільмографія
Повнометражні художні фільми, що виходили в радянський кінопрокат
| Рік  | Тип                                  | Назва українською           | Оригінальна назва         | Студія                       | Примітки                                                                                           |      |                |             |              |                                |                                         |
| ---- | ------------------------------------ | --------------------------- | ------------------------- | ---------------------------- | -------------------------------------------------------------------------------------------------- | ---- | -------------- | ----------- | ------------ | ------------------------------ | --------------------------------------- |
| Рік  | Тип                                  | Назва українською           | Оригінальна назва         | Студія                       | Примітки                                                                                           | 1965 | художній фільм | Легке життя | Лёгкая жизнь | Московська кіностудія Горького | Камео Штепселя і Тарапуньки у ресторані |
| 1962 | художній кінопрокатний фільм-мюзикл  | Їхали ми, їхали...          | Ехали мы, ехали...        | Київська кіностудія Довженка | Розповідає про поїздку Тарапунька і Штепсель на концерт В Москву                                   |      |                |             |              |                                |                                         |
| 1957 | художній кінопрокатний фільм         | Штепсель одружує Тарапуньку | Штепсель женит Тарапуньку | Київська кіностудія Довженка | Штепсель намагається засватати Тарапуньку                                                          |      |                |             |              |                                |                                         |
| 1954 | художній кінопрокатний фільм-концерт | Веселі зірки                | Весёлые звёзды            | Мосфільм                     | Штепсель і Тарапунька приїздять в Москву та стають ведучими грандіозного концерту радянських зірок |      |                |             |              |                                |                                         |

Телепередачі, телефільми та короткометражки
| Рік  | Тип                           | Назва українською                        | Оригінальна назва                               | Студія                       | Примітки |      |                    |                 |                 |                              |     |
| ---- | ----------------------------- | ---------------------------------------- | ----------------------------------------------- | ---------------------------- | -------- | ---- | ------------------ | --------------- | --------------- | ---------------------------- | --- |
| Рік  | Тип                           | Назва українською                        | Оригінальна назва                               | Студія                       | Примітки | 1986 | музичний телефільм | Моя хата з краю | Моя хата с краю | Київська кіностудія Довженка | Н/Д |
| 1980 | 2-серійний запис концерту     | Хвилюйтесь, будь ласка                   | Беспокойтесь, пожалуйста                        | УТ-1                         | Н/Д      |      |                    |                 |                 |                              |     |
| 1976 | музичний телефільм            | Від і до                                 | От и до                                         | Київська кіностудія Довженка | Н/Д      |      |                    |                 |                 |                              |     |
| 1970 | 2-серійний музичний телефільм | Смеханічні пригоди Тарапуньки і Штепселя | Смеханические приключения Тарапуньки и Штепселя | Київська кіностудія Довженка | Н/Д      |      |                    |                 |                 |                              |     |
| 1968 | телефільм                     | Рівно двадцять з гаком                   | Ровно двадцать с хвостиком                      | Укртелефільм                 | Н/Д      |      |                    |                 |                 |                              |     |
| 1955 | короткометражка               | Пригоди з піджаком Тарапуньки            | Приключения с пиджаком Тарапуньки               | Київська кіностудія          | Н/Д      |      |                    |                 |                 |                              |     |
| 1953 | короткометражка               | Тарапунька і Штепсель під хмарами        | Тарапунька и Штепсель под облаками              | Київська кіностудія          | Н/Д      |      |                    |                 |                 |                              |     |

## У масовій культурі
Документальні фільми
- Штепсель і Тарапунька. Слава — на виснаження (2016)[9]